# Eliteserien 1991
L'Eliteserien 1991, nota anche come Tippeligaen 1991 per ragioni di sponsorizzazione, fu la quarantaseiesima edizione, la prima con la nuova denominazione, della Eliteserien, massima serie del campionato norvegese di calcio. Vide la vittoria finale del Viking, al suo ottavo titolo. Capocannoniere del torneo fu Karl Petter Løken (Rosenborg), con 12 reti.

## Stagione

### Novità
Dalla 1. divisjon 1990 vennero retrocessi il Vålerenga e il Moss, mentre dalla 2. divisjon 1990 vennero promossi il Sogndal e il Lyn Oslo.

### Formula
Le dodici squadre partecipanti si affrontarono in un girone all'italiana con partite di andata e di ritorno, per un totale di 22 giornate. La prima classificata, vincitrice del campionato, veniva ammessa alla UEFA Champions League 1992-1993, mentre la seconda classificata veniva ammessa alla Coppa UEFA 1992-1993. Il vincitore della Coppa di Norvegia veniva ammesso alla Coppa delle Coppe 1992-1993. Le ultime due classificate venivano retrocesse direttamente in 1. divisjon, mentre la decima classificata partecipava agli spareggi promozione/retrocessione con le seconde classificate dei due gruppi di 1. divisjon per un posto in massima serie.

## Squadre partecipanti
| Club         | Stagione | Città        | Stagione 1990                    |
| ------------ | -------- | ------------ | -------------------------------- |
| Brann        | dettagli | Bergen       | 4º posto in 1. divisjon          |
| Fyllingen    | dettagli | Bergen       | 7º posto in 1. divisjon          |
| Kongsvinger  | dettagli | Kongsvinger  | 8º posto in 1. divisjon          |
| Lillestrøm   | dettagli | Lillestrøm   | 10º posto in 1. divisjon         |
| Lyn Oslo     | dettagli | Oslo         | 1º posto in 2. divisjon gruppo B |
| Molde        | dettagli | Molde        | 3º posto in 1. divisjon          |
| Rosenborg    | dettagli | Trondheim    | Campione di Norvegia             |
| Sogndal      | dettagli | Sogndal      | 1º posto in 2. divisjon gruppo A |
| Start        | dettagli | Kristiansand | 6º posto in 1. divisjon          |
| Strømsgodset | dettagli | Drammen      | 9º posto in 1. divisjon          |
| Tromsø       | dettagli | Tromsø       | 2º posto in 1. divisjon          |
| Viking       | dettagli | Stavanger    | 5º posto in 1. divisjon          |

## Classifica finale
|  | Pos. | Squadra      | Pt | G  | V  | N  | P  | GF | GS | DR  |
|  | ---- | ------------ | -- | -- | -- | -- | -- | -- | -- | --- |
|  | 1.   | Viking       | 41 | 22 | 12 | 5  | 5  | 37 | 27 | +10 |
|  | 2.   | Rosenborg    | 36 | 22 | 10 | 6  | 6  | 38 | 28 | +10 |
|  | 3.   | Start        | 34 | 22 | 10 | 4  | 8  | 31 | 21 | +10 |
|  | 4.   | Lyn Oslo     | 34 | 22 | 8  | 10 | 4  | 26 | 26 | 0   |
|  | 5.   | Lillestrøm   | 31 | 22 | 9  | 4  | 9  | 31 | 27 | +4  |
|  | 6.   | Tromsø       | 31 | 22 | 9  | 4  | 9  | 28 | 34 | -6  |
|  | 7.   | Molde        | 27 | 22 | 7  | 6  | 9  | 33 | 38 | -5  |
|  | 8.   | Kongsvinger  | 27 | 22 | 7  | 6  | 9  | 26 | 34 | -8  |
|  | 9.   | Sogndal      | 27 | 22 | 7  | 6  | 9  | 22 | 31 | -9  |
|  | 10.  | Brann        | 26 | 22 | 6  | 8  | 8  | 22 | 25 | -3  |
|  | 11.  | Fyllingen    | 25 | 22 | 6  | 7  | 9  | 21 | 21 | 0   |
|  | 12.  | Strømsgodset | 21 | 22 | 5  | 6  | 11 | 30 | 33 | -3  |

Legenda:
      Campione di Norvegia e ammessa alla UEFA Champions League 1992-1993
      Ammessa alla Coppa UEFA 1992-1993
      Ammessa alla Coppa delle Coppe 1992-1993
 Ammesso allo spareggio retrocessione-promozione
      Retrocessa in 1. divisjon 1992
Note:
Tre punti a vittoria, uno a pareggio, zero a sconfitta.

## Risultati
|              | Vik  | Ros  | Sta  | Lyn  | Lil  | Tro  | Mol  | Kon  | Sog  | Bra  | Fyl  | Str  |
| ------------ | ---- | ---- | ---- | ---- | ---- | ---- | ---- | ---- | ---- | ---- | ---- | ---- |
| Viking       | –––– | 2-1  | 0-0  | 3-4  | 2-1  | 2-0  | 3-2  | 1-0  | 4-2  | 2-1  | 0-0  | 5-2  |
| Rosenborg    | 0-0  | –––– | 1-1  | 2-2  | 2-0  | 1-1  | 3-0  | 0-0  | 6-2  | 4-0  | 2-1  | 3-0  |
| Start        | 4-1  | 5-0  | –––– | 0-0  | 1-0  | 0-1  | 1-0  | 0-3  | 0-1  | 1-3  | 1-0  | 2-2  |
| Lyn Oslo     | 1-1  | 0-4  | 1-0  | –––– | 3-2  | 1-1  | 2-0  | 0-0  | 1-1  | 1-1  | 1-0  | 3-1  |
| Lillestrøm   | 1-2  | 2-0  | 1-0  | 1-1  | –––– | 6-1  | 1-0  | 0-1  | 0-1  | 0-1  | 1-0  | 1-1  |
| Tromsø       | 0-1  | 0-1  | 3-1  | 1-1  | 2-0  | –––– | 1-3  | 2-3  | 1-0  | 1-1  | 1-0  | 1-0  |
| Molde        | 0-3  | 4-1  | 0-4  | 3-0  | 3-3  | 1-2  | –––– | 3-0  | 2-0  | 1-1  | 1-1  | 0-7  |
| Kongsvinger  | 2-1  | 1-4  | 1-3  | 1-1  | 2-3  | 5-3  | 1-4  | –––– | 2-0  | 1-2  | 0-0  | 1-1  |
| Sogndal      | 1-1  | 3-1  | 1-0  | 0-2  | 0-2  | 3-2  | 0-0  | 1-0  | –––– | 2-1  | 1-2  | 2-2  |
| Brann        | 0-2  | 1-1  | 0-1  | 3-0  | 1-2  | 1-2  | 2-2  | 0-0  | 0-0  | –––– | 0-2  | 2-0  |
| Fyllingen    | 2-0  | 0-1  | 1-3  | 1-0  | 2-2  | 3-0  | 2-2  | 1-2  | 2-1  | 0-0  | –––– | 1-2  |
| Strømsgodset | 3-1  | 3-0  | 1-3  | 0-1  | 1-2  | 0-2  | 0-2  | 4-0  | 0-0  | 0-1  | 0-0  | –––– |

## Spareggi promozione/retrocessione
Agli spareggi vennero ammessi il Brann, decimo classificato in Eliteserien, il Bryne, secondo classificato nel gruppo A della 1. divisjon, e lo Strindheim, secondo classificato nel gruppo B della 1. divisjon. Il Brann vinse gli spareggi e mantenne la categoria.
| Pos. | Squadra    | Pt | G | V | N | P | GF | GS | DR |
| ---- | ---------- | -- | - | - | - | - | -- | -- | -- |
| 1.   | Brann      | 6  | 2 | 2 | 0 | 0 | 2  | 0  | +2 |
| 2.   | Bryne      | 3  | 2 | 1 | 0 | 1 | 2  | 1  | +1 |
| 3.   | Strindheim | 0  | 2 | 0 | 0 | 2 | 0  | 3  | -3 |

|            | Risultati |            | Luogo e data    |
| ---------- | --------- | ---------- | --------------- |
| Strindheim | 0 - 2     | Bryne      | 12 ottobre 1991 |
| Brann      | 1 - 0     | Strindheim | 16 ottobre 1991 |
| Bryne      | 0 - 1     | Brann      | 19 ottobre 1991 |
|            |           |            |                 |

## Statistiche

### Classifica marcatori
| Gol |  |  | Giocatore           | Squadra      |
| --- |  |  | ------------------- | ------------ |
| 12  |  |  | Karl Petter Løken   | Rosenborg    |
| 11  |  |  | Øystein Neerland    | Molde        |
| 10  |  |  | Stein Berg Johansen | Tromsø       |
| 9   |  |  | Odd Johnsen         | Strømsgodset |
| 9   |  |  | Morten Pettersen    | Start        |
| 9   |  |  | Gøran Sørloth       | Rosenborg    |